# 试播集 (超人前传)
美国电视连续剧《超人前传》的第一集《试播集》（英語：pilot）于2001年10月16日在WB电视网首播，剧集主创人阿尔弗雷德·高夫和迈尔斯·米勒编剧，戴維·納特执导。这一试播首次向观众引荐了克拉克·肯特一角，他是位拥有超能力的外星孤儿，与家人和朋友一起在堪萨斯州虚构城鎮斯莫维尔镇（Smallville）生活。在这一集里，肯特首度得知自己的来历，同时还需要阻止一位学生试图杀死镇上高中多名学生的报复之举。本集节目里引入了多个之后将贯穿全季甚至整部剧集的主题元素，例如几位主要角色之间的三角恋情。
电视剧在加拿大温哥华取景，旨在选用其“美国中产阶级”景观，主创人花了5个月的时间专门用于为主角物色合适的演员:8-17。试播集在所有演员选好4天后正式开拍。由于时间上的限制，剧组无法搭建好实体外景，因此只能使用计算机绘图技术将数字化的外景插入到镜头中。节目一经上映就打破了电视网的多项收视纪录，并且获得了评论员的普遍好评和多个奖项提名，并在其中两项上胜出。

## 剧情和主题介绍
1989年，斯莫维尔鎮受到一阵陨石雨的袭击，与此同时有架小型航天器在乔纳森·肯特（Jonathan Kent，约翰·施奈德饰）和玛莎·肯特（Martha Kent，安妮特·奥图饰）的农场坠毁，砸毁了他们的卡车，航天器里面有一个来自外星球的婴儿。肯特夫妇收养了这个拥有强大超能力的孩子，并给他取命叫“克拉克”（Clark）。阿尔弗雷德·高夫和迈尔斯·米勒用这段开场向观众介绍了节目的三位主角：克拉克、拉娜和莱克斯，他们都要么只有一位至亲，要么失去了双亲。克拉克是他所诞生星球仅有的幸存者，拉娜的父母都在陨石雨中遇难，莱克斯在陨石雨的袭击中受伤而剃掉了头发，从此与父亲莱诺·卢瑟（Lionel Luthor，约翰·格洛弗饰）关系疏远。
12年后，克拉克（汤姆·威灵饰）试图要查清自己的真实身份，从养父母口中得知自己来自外星球后，他感到难以接受而离家出走。克拉克对拉娜·兰（Lana Lang，克莉斯汀·克鲁克饰）心有所属，但她却佩戴着一副用陨石碎片制成的项链，这片陨石来自于克拉克已经毁灭的母星，拥有一种放射性的能量，克拉克一经靠近就会感到非常痛苦，超能力也无法施展。高夫和米勒以此来对克拉克在拉娜面前笨拙的表现做出解释，其他有关超人的媒体作品中则通常会以克拉克向他人隐瞒自己的身份和能力来带过。本集中拉娜前去墓地纪念双亲，并且在此和克拉克有一段亲密的交流。高夫和米勒用这样的场景来表现出克拉克和拉娜生活中随处可见的孤独主题。拉娜的男友惠特尼·福特曼（埃瑞克·約翰遜饰）因女友和克拉克的友谊而打翻醋坛，他间接利用拉娜的项链制伏了克拉克，然后把他绑在一根稻草人木杆上。这个镜头里克拉克身上只穿着内裤，胸口还画有一个大大的红色字母，这正是高夫和米勒为超人一角设定的基本元素，试播集的宣传海报上展现的也正是这一幕。
在这集的另一条故事线索中，莱克斯·卢瑟（Lex Luthor，迈克尔·罗森巴姆饰）和克拉克之间发展出一段“阴阳”式的关系。莱克斯起初出了车祸，幸得克拉克出手才得以生还，而到了这集的末尾，他也救起了被绑在玉米地，并且因克利普顿石而无法挣脱的克拉克。杰里米·克里克（Jeremy Creek）在陨石雨来袭前被三位运动员绑在稻草人木杆上，结果他因这场陨石雨而获得了超能力，并将三个运动员打入晕迷。看到克拉克也受到同样的欺侮后，他决心杀死所有参加学校舞会的人，但克拉克最终及时赶到并阻止了悲剧发生。

## 制作

### 演员选择

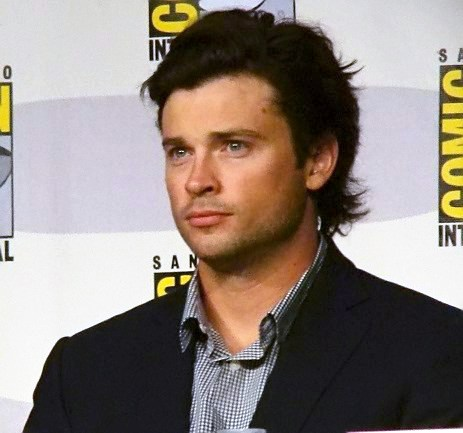
汤姆·威灵曾两次拒绝出演克拉克·肯特一角，但之后还是同意参加试镜。

高夫和米勒有5个月的时间来选择演员，他们这一期间主要的工作重心都是在寻找合适的男演员来扮演克拉克·肯特。他们收到克莉斯汀·克鲁克对拉娜·兰一角的试镜带后非常满意，立即就向电视台推荐了她:8-17。汤姆·威灵先后两次谢绝了制片人的试镜邀请，但最终还是同意到本剧中扮演克拉克·肯特:112-115。大卫·努特尔在选角导演的办公室看到威灵的照片，正是他出马后才说服了男演员好好看一看试播集的剧本。威林的经纪人觉得出演这一角色会对其出演电影产生不利影响，因此不希望他接受邀约，但威林对剧本感到满意，并且同意前往参加试镜。他之前谢绝出演的主要原因是两位制片人都不愿透露节目的具体内容，以至于他觉得这不过是一部“超人的高中时代”，这种内容实在是让他兴致缺缺。努特尔承诺，只要威林愿意前来参加试镜就可以拿到剧本，后者于是在试镜后看到了剧本，并且觉得这真是“太棒了”。他在其中一次试镜时和克莉斯汀·克鲁克一起看了试播集中的墓地戏段剧本，电视台认为两人间拥有“很强烈的化学反应”。有多位男演员参加莱克斯·卢瑟一角的试镜，但几位主创对其中谁表现最好这点很难达成一致:8-17。迈克尔·罗森巴姆试镜表演的正是试播集中的两页半概述剧情，他觉得自己第一次试镜时的表现不够认真和专业，因此又进行了第二轮试镜:120-123。他希望把自己出场的所有戏段都表现得风趣、魅力或威胁感十足:120-123，出色的表现令所有人都同意他就是出演这一角色的最佳人选:8-17。
约翰·施奈德获选扮演乔纳森·肯特，他之前已因在《杜克兄弟》（The Dukes of Hazzard）出演博·杜克（Bo Duke）一角成名，高夫觉得施奈德出演《杜克兄弟》的经验可以让他在本片中的角色更有可信度，观众会觉得当年这位年轻小伙可能已经长大了，并且经营着一间农场。辛西娅·艾丁格（Cynthia Ettinger）本是出演玛莎·肯特的预定人选，但到了节目拍摄期间包括她在内的众人都认为她不适合出演这个角色:8-17。之前曾在《超人III》中饰演拉娜·兰的安妮特·奥图获选取代艾丁格，并且重拍了后者已经演出的内容，她前不久刚退出了电视剧《赏金女猎人》（The Huntress）的演出:136-139。
埃里克·约翰逊参加了克拉克和莱克斯两个角色的试镜，但最终演绎的是拉娜·兰的男友惠特尼·福特曼，他在试播集中的戏份只用了一天就拍完了:132-135。艾莉森·麦克本打算试镜拉娜·兰一角，但最后选择诠释的是克罗伊·苏利文（Chloe Sullivan）:128-131。这一人物是专为本剧创作，拥有不同于其他几位角色的种族背景，旨在增加主要角色的族群多元化:8-17, 128-131，但高夫和米勒最后选择由麦克出演主要是因为她拥有“在交谈中讲出大段解释性台词的罕见能力”:8-17。小山姆·琼斯（Sam Jones III）是剧集所有主要角色中最后一位入选的演员，他出演的是皮特·罗斯（Pete Ross），高夫和米勒到距试播集开拍仅4天前才见到琼斯。皮特·罗斯在《超人》的漫画中是一位白人，但两位制片人选择了非裔美国人琼斯来出演，意在打破原本的常规:124-127。

### 拍摄
华纳兄弟电视公司取得节目的改编版权后，高夫和米勒立即开始编写剧本，并为试播集物色导演:8-17。两人都很喜欢导演大卫·努特尔之前的作品，觉得他是位“超群绝伦的试播集导演”:8-17。大卫·努特尔加入了这个项目，希望能让节目在尊重观众的同时又能集智慧和风趣于一身，他还相信这个节目能够吸引各种类型的观众:20-23。试播集的最后一个镜头是克拉克幻想着与拉娜共舞，努特尔希望借此表现出节目的真髓:8-17。据威灵表示，这个镜头拉近了两人间的距离，虽然还不及克拉克所期望的那么近，但至少在这集节目的尾声里，他想象了两人在一起的情景，而且觉得这的确是可能变成现实的:112-115。
节目的制作起初计划在澳大利亚进行，但主创人员感觉加拿大不列颠哥伦比亚的温哥华更符合他们所需要的那种“美国中产阶级”感观:8-17。这一地区提供了肯特家族农场（还包括他们的谷仓）的外景地，并且温哥华与洛杉矶的时区相同，拍摄成本更为低廉:8-17。摄制工作于2001年3月开始:8-17。努特尔花了16天时间指导主摄制组的工作，还在第二摄制组上花了另外5天时间。由于时间上的限制，努特尔在拍摄片头的陨石雨场景时不得不严格按照阿德里安·范·菲尔森（Adrien Van Viersen）创作的150页分镜来进行摄制。《超人前传》中的大部分景像外观都源于米勒的构思，他希望塑造出一种“美国小镇”的缩影风貌。对此施工协调员罗布·迈尔（Rob Maier）表示：“这里必须要加倍干净，加倍完美，比现实世界更加美好。斯莫维尔鎮的每个人都很美，所有的颜色都既明亮又耀眼。”对于肯特的农场，努特尔希望能给予其“一种旧世界的感觉和基调”:20-23。剧组只为试播集搭建了一间厨房和一个饭厅来代表肯特的家:24-27。农场的所有外景都是在一家姓安德里尼（Andalini）的当地人农场实地取景，这对夫妇还同意让剧组把他们本是森林绿的房子粉刷成黄色。并且这个农场里已经有了谷仓，所以剧组只需要搭建一个阁楼并配上楼梯:24-27。

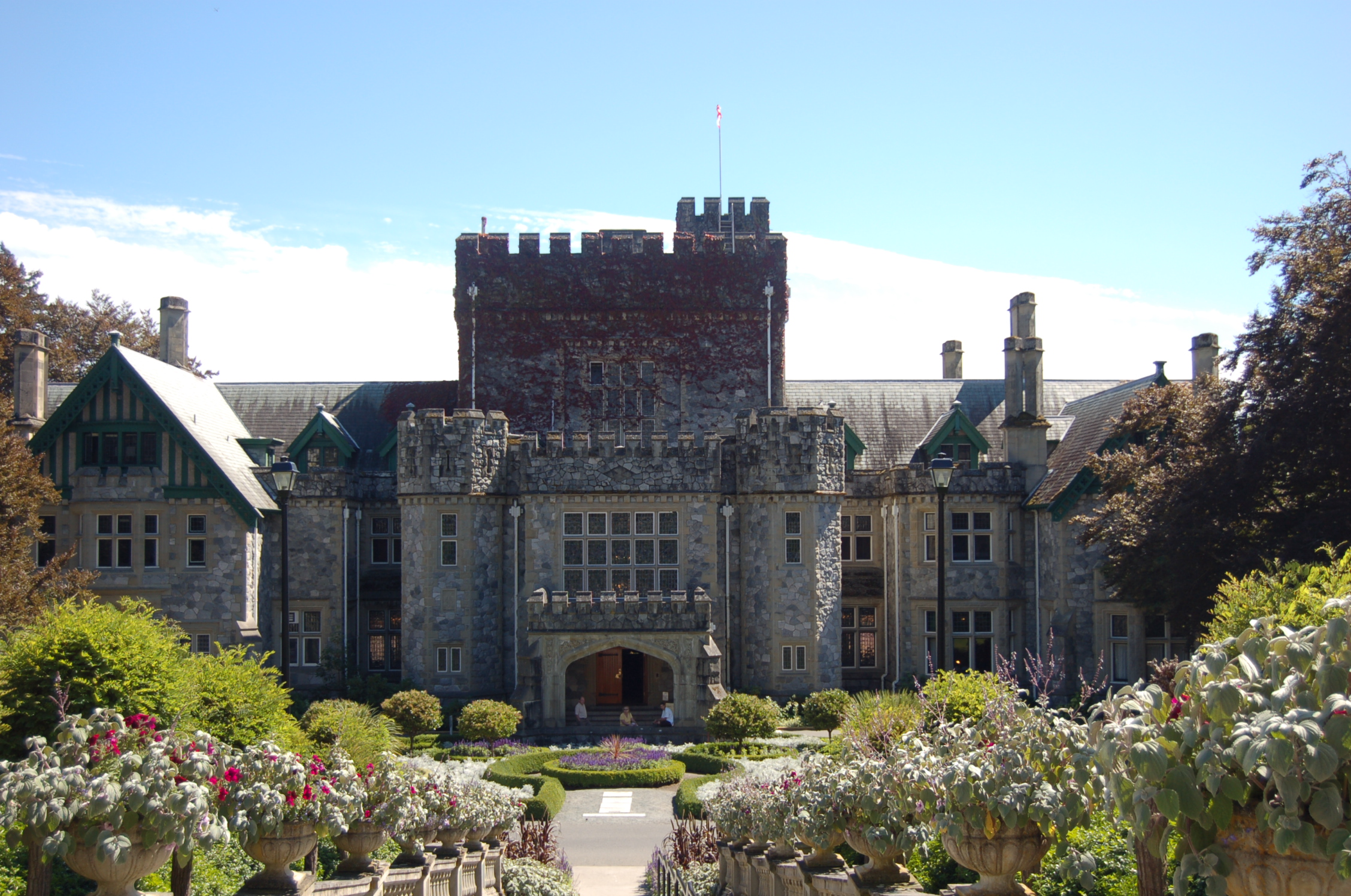
海特利城堡是片中卢瑟祖居的外景地，其中的内景是在温哥华的香农小区拍摄。

卢瑟家族的豪宅是在维多利亚的海特利城堡（Hatley Castle）取景，从温哥华乘渡轮到这里大约是两小时路程。由于时间上的限制，一些需要从多个角度取景的镜头是在不同的地点分别拍摄。例如片中惠特尼和拉娜坐在她家门廊上的镜头就是在两个地方分别摄制：惠特尼的特写镜头在一个足球场拍摄，拉娜的特写镜头则是在一家马铃薯加工厂摄制。由于无法在用来充当拉娜家的房子那里进行拍摄，剧组在一处污水处理厂内部搭建了拉娜家的前门廊，用来拍摄试播集末尾拉娜走上自家楼梯的镜头。当地的污水处理厂还是卢瑟企业农药厂的外景地，剧中莱克斯从斯莫维尔鎮来到这家农药厂担任管理人员。片头克拉克所乘航天器坠毁的地点是在一个采沙坑摄制，这里还曾拍摄过电影《火星任务》。斯莫维尔鎮的主街道也是在不列颠哥伦比亚的两个小镇取景，一个是位于温哥华以东约3小时车程的梅里特（Merritt），另一个则是克洛弗代尔（Cloverdale）。克洛弗代尔有一长列的空置建筑物，可以同时作为斯莫维尔鎮的主街道，所以大部分拍摄工作都是在此进行。剧组在节目最开头的预告片开拍前需要用丝带和气球对镇上加以装点，还需要对一些建筑进行粉刷，以求符合米勒“美国小镇”的要求。剧组共为试播集搭建了两套外景：肯特家的防风地窖是将农场的谷仓覆盖起来拍摄，还有克拉克和拉娜一起身在墓地的镜头则是由艺术指导设计师伯纳德·海德兹（Bernard Hides）在空地上搭建起整个墓地的外景。

### 特技效果
试播集的计算机特效是由托马斯特技效果公司完成。一些镜头由于时间和预算方面原因只能以数字形式构建，例如片头一座水塔被陨石摧毁的镜头就是如此。节目拍摄期间剧组一直没有找到合适的玉米地，但这对一部以堪萨斯州为背景的节目来说又是必不可少的。虽然剧组为拍摄试播集的需要在温室中培育了超过1万株玉米，但这些玉米还只长到约0.6米高，没有实用价值。到了拍摄克拉克的航天器坠毁这场戏时，周边地区并没有玉米，镜头里的玉米都是在后期制作过程中加入的数码图像。有一些镜头中的玉米不能用数字技术合成，所以剧组还从亚利桑那州的一家生产商那里空运来600棵假玉米秸杆。莱克斯被陨石落地激起的爆炸所伤的镜头也使用了数字合成技术。还有一些需要使用物理特效，例如莱克斯驾车从桥上冲下并撞到克拉克的镜头，这个镜头中的特技替身演员曾在电影《X战警》中充当金刚狼的替身，拍摄这个镜头时，冲下桥的车真的撞到了他的身上。

## 发行和反响
《超人前传》的试播集于2001年10月16日在WB电视网首播，有840万观众收看，刷新了电视网新剧的收视纪录。试播集在18至49岁年龄段人群中的观众数量达到390万，这也创下了电视网的新纪录，并且平均380万人收看的成绩还可以在美国所有电视台新剧试播的这一年龄段收视率中排到第3位。节目在12至34岁年龄段观众群中也成为收视冠军，华纳兄弟公司娱乐部门总裁乔丹·李文（Jordan Levin）为此认为正是这一剧集让电视台的周二晚间节目重新焕发出生机，《超人前传》也获得了一整季的续订。这部试播集获得了黄金时段艾美奖最佳音效剪辑奖，还得到了视觉效果奖提名，但不敌联合派拉蒙电视网的《星舰前传》。节目的视觉效果获得了利奥奖正剧剧集类最佳视觉效果奖。选角导演迪迪·布拉德利（Deedee Bradley）、科伦·麦尔斯（Coreen Mayrs）和芭芭拉·米勒（Barbara Miller）因试播集的选角工作获得了美国演员挑选协会的一项奥提欧斯奖提名。试播集还获得了两项金卷轴奖提名，分别是音效和福莱音效剪辑，以及音乐音效剪辑。摄影师彼得·文斯托夫（Peter Wunstorf）也获得了美国电影摄影师协会的提名。试播集与第1季第2集《变形记》一起以特别试播电影的形式在加拿大播出。这两集制作的使用1.78比例的宽屏格式，其中没有开场片头，但增加了一个替换结局，此外还包含整个第一季套装中的所有特别花絮内容。

试播集播出后获得了好评。匹兹堡《邮报》（Post-Gazette）的罗布·欧文（Rob Owen）称赞节目拥有“成为一部超级剧集的所有要素”。欧文还特别指出，克拉克被绑在稻草人木杆上的形象与基督很相似，这一镜头让人想到，超人也是“（被）派来拯救我们的”。网站也表示了同样的看法：
从一定程度上来说，超人就是流行文化中的耶稣基督，是我们这一代人的救星。这部电视剧在试播集中就明确了这样的主题，克拉克仿佛是在玉米地被钉上了十字架。这一惊人的象征手法成为剧集的核心要务，克拉克是为人类最大利益牺牲了一切的救星，《超人前传》向我们展示了他是如何坦然接受这样的安排。
《媒体人生》（Media Life）的伊丽莎白·怀特（Elizabeth White）认为，这部电视剧有成为电视网热播节目的潜力，但她觉得节目需要克服其播出时间段的不利影响（北美东部时区每周二晚21点播出），同时还要满足观众对“超人应该是什么样”的期望。《今日美国》的罗伯特·比安科（Robert Bianco）对节目的看法有些褒贬不一，他认为《超人前传》在有所创新的同时也有很多只是重复或改头换面包装的内容，“作品通过在一开始时会有所创新，但之后就会越来越让人感到熟悉。《超人前传》有才华和智慧，假以时日，或许他们能够表现得更为独到。”。网站的杰里米·康拉德（Jeremy Conrad）一度向自己发誓永远都不会去看《超人前传》，作为“超人的超级粉丝”，他对该剧主创擅自变更超人神话的做法很不满。但在看过试播集后他表示：“对于这部电视剧来说，这是个扎实的开始，是我在一段时间以来所看过比较好的一部新剧试播”。《超人前传》的试播集在网站评选的2001年50集最佳电视剧中名列第31位，布赖恩·福特·沙利文（Brian Ford Sullivan）评价称：“《超人前传》一经开场就给予我们惊喜，对超人的这个神秘时期进行了令人耳目一新的演绎，让我们看到了克拉克·肯特年轻时卑微的开始”。
电视网于2011年4月8日（星期五）重播了试播集，这时剧集已接近尾声。虽然电视台只有92%的覆盖率，但还是有155万观众收看了节目，在18至49岁年龄段观众中收获了0.5%的收视率。